# انتقال ولادي
في مجال الصحة الإنجابية مفهوم  الانتقال الولادي  حول الاتجاه العلماني للبلدان، وتدريجيا تحولت من نمط وفيات الأمهات المرتفع إلى وفيات الأمهات المنخفض ومن مسببات الولادة المباشرة إلى مسببات غير مباشرة كشيخوخة الأمهات وتعقب تاريخ الحمل الطبيعي والولادة في مكان يهتم برعاية الأمومة والرعاية الطبية المكثفة. واقترح هذا المفهوم أصلا في رابطة أمريكا اللاتينية لأبحاث الصحة الإنجابية في مدى تماثل التحولات الوبائية والديمغرافية والغذائية.

## نظرة عامة
في العقدين الماضيين، شهد العالم انخفاضا كبيرا في وفاة الأمهات. وبالنظر إلى ذلك فيحدد معدل وفيات الأمهات إلى حد كبير بالعوامل الاجتماعية والمجتمعية والسياقية، هذا الانخفاض مهم ليس فقط بسبب عدد الأرواح التي نجت في هذه الفترة (ما يقدر ب 2,000,000 بين عامي 1990 و 2010)، ولكن لأنه يدل على أن العالم يحرز تقدما نحو التنمية والمساواة بين الجنسين، ولكن هذا التقدم لا يزال غير كاف  وغير متساوي وبطيء: فتشير التقديرات الأخيرة في عام 2010 إلى أن 287,000 امرأة توفيت لأسباب تتعلق بالحمل والولادة، لاتزال وفيات الأمهات مأساة عالمية ولكن هذا التقدم ألهم المجتمع الدولي للقضاء على وفاة الأمهات في العقود القادمة.
الغالبية العظمى من وفيات الأمهات تحصل أغلبها  في البلدان النامية ويمكن تفاديها. ففي البلدان المتقدمة تصل نسبة وفيات الأمهات إلى 10 حالات وفاة لكل 100,000 ولادة حية، في حين أن أقل البلدان نموا يمكن أن تصل إلى 1000 حالات وفاة أو أكثر لكل 100,000 ولادة حية. وقد لوحظ هذا التفاوت أيضا داخل البلدان عند تصنيف السكان  سواء في كمية الدخل أو التعليم.
وبالتالي  تشهد البلدان والمناطق الداخلية للبلدان والمجموعات السكانية المختلفة داخل البلاد زخما  في العملية الديناميكية للحد من وفاة الأمهات، والتي يمكن أن يستفاد  منها من خلال  مناهج محددة.
في عام 1929، وصف تومسون ظاهرة التحول الديمغرافي التي تتميز بالتحول التدريجي من وجود نمط ارتفاع معدلات الوفيات والخصوبة العالية إلى وجود نمط انخفاض معدل الوفيات وانخفاض الخصوبة.  وفي عام 1971، وصف أومرام  التحول الوبائي  بالتحول من نمط ارتفاع معدل انتشار الأمراض المعدية إلى وجود نمط ارتفاع معدل انتشار الأمراض غير المعدية. واخيرا في عام 1993، اقترح بوبكن نموذجا بالتحول الغذائي، مما يساعد على فهم التحولات في النظم الغذائية البشرية والوباء العالمي للسمنة. هذه التحولات وغيرها من التغيرات الاجتماعية والاقتصادية والثقافية (مثل العولمة والتحضر) أدت بنا إلى تطوير مفهوم «الانتقال الولادي.»

## المفهوم
كنتيجة لمشروع الأهداف الإنمائية للألفية تحسنت البيانات المتعلقة بوفيات الأمهات والعامل المرضي الحاد الذي يصيبهنّ أصبح متاحا للفترة بين عامي 1990 و 2010. تماما، تعكس هذه البيانات اتجاها علمانيا حيث يتم تحول الدول تدريجيا من نمط وفيات الأمهات المرتفعة إلى المنخفضة، وذلك يرجع لأسباب الولادة المباشرة إلى أسباب غير مباشرة والانتقال من التاريخ الطبيعي للحمل والولادة في مأسسة لرعاية الأمومة والرعاية الطبية المكثفة وشيخوخة الأمهات. هذا هو «الانتقال الولادة» الظاهرة التي لها انعكاسات على الاستراتيجيات التي تهدف إلى الحد من وفيات الأمهات فهذا ما يسمى بـظاهرة «الانتقال الولادي» والتي لها انعكاسات على الاستراتجيات التي تهدف للحد من وفيات الأمهات.
يعرض الشكل 1 اتجاهات وفيات الأمهات بنسبة منطقة أخرى في العالم للفترة ما بين 1990-2010 مستمدة من التقديرات الأخيرة. وبالنظر إلى أن بلدان ومناطق العالم في طور الانتقال في نفس الطريق نحو القضاء على وفيات الأمهات وهناك خمس مراحل لحل هذه الظاهرة، وينبغي ملاحظة أن البلدان تشهد هذا التحول بوتيرة متفاوتة، فقد بدأت هذه العملية في لحظات مختلفة من تاريخهم (كمعظم البلدان المتقدمة التي تم انتقالهم قبل أكثر من قرن من الزمان، في حين أن بعض البلدان النامية قد بدأت انتقالهم كثيرا في الآونة الأخيرة).

## التصنيف
في المرحلة الأولى (MMR> 1,000 / 100,00) تعاني معظم النساء وضعا قريبا من التاريخ الطبيعي للحمل والولادة، مع القليل جدا مما قمنّ به - إجمالا - للحد من مخاطر وفيات الأمهات على مستوى السكان. وبالنظر إلى بيانات عام 2010، فتشاد والصومال هي البلدان التي يمكنها توضيح هذه المرحلة. ونأمل مع مرور الوقت (التقدم الذي أحرز) لن تظل أي بلد في هذه المرحلة. فتتميز المرحلة الأولى بوجود نسب عالية جدا من وفيات الأمهات وارتفاع معدل الخصوبة، وغلبة الأسباب المباشرة لوفيات الأمهات مع نسبة كبيرة من الوفيات التي تعزى إلى الأمراض المعدية مثل الملاريا.
أما في المرحلة الثانية (MMR: 999 –300) فنسب الوفيات والخصوبة ما زالت مرتفعة جدا، مع وجود نمط مماثل من الأسباب بالمقارنة مع المرحلة الأولى. إلا أن نسبة كبيرة من النساء  لديهنّ القدرة على الفصل قليلا بين تاريخ الحمل الطبيعي والولادة. وأيضا نرى أن العديد من البلدان الأفريقية في جنوب الصحراء الكبرى يمكنها توضيح المرحلة الثانية، وللمراحل الأولى والثانية، قضية رئيسية وهي الوصول إلى الرعاية.
فبشكل عام  هذه البلدان لديها نقص كبير في البنية التحتية الأساسية (مثل الطرق ووسائل النقل والمرافق الصحية) ومستويات التعليم المنخفضة جدا (لا سيما محو الأمية بين الإناث) وضعف النظم الصحية ونقص حاد في وجود الدايات الماهرات وانخفاض القدرة على توفير ضرورية التدخلات المنقذة للحياة. وفي هذا السياق ضئالة نوعية الرعاية كرادع لتوليد الطلب على الخدمات الصحية، فالبلدان التي تمر بهاتان المرحلتان  ينبغي  ان توجه التركيز إلى إنشاء البنية التحتية الأساسية وتنفيذ الإجراءت للوقاية من وفيات الأمهات الأولية (مثل تنظيم الأسرة ومكملات الحديد، الناموسيات المعالجة بمبيدات الحشرات، والإجراءت بين القطاعات لإزالة الحواجز التي تحول دون الوصول إلى النظام الصحي). كما يتم إنشاؤه على الحد الأدنى من البنية التحتية، يجب على الخدمات الصحية أن تسعى جاهدة لتقديم الرعاية الجيدة من أجل أن تصبح بديلا ملموسا للنساء الحوامل (جيل الطلب).
و المرحلة الثالثة ( MMR 299 – 100 maternal deaths / 100,000 live birth) نجد أن الانتقال الولادي يحدث نقطة تحول ولكن الوفيات لا تزال مرتفعة. لاتزال الخصوبة  مسيطرة على الأسباب المتغيرة والمباشرة للوفيات. هذه المرحلة هي مرحلة معقدة لأن الوصول يبقى قضية لعدد كبير من السكان. ولكن في الواقع نسبة كبيرة من النساء الحوامل وصلت  للمرافق الصحية و  نوعية الرعاية هي أحد المحددات الرئيسية للنتائج الصحية. ليست الوقاية الأولية فقط هي المهمة، ولكن أيضا الوقاية الثانوية والثالثة تعمل لتحسين النتائج الصحية للأمهات في هذه المرحلة. وبعبارة أخرى  نوعية الرعاية التي توفرها الدايات الماهرات والإدارة المناسبة للمضاعفات والإعاقة هي  أمر ضروري للحد من وفيات الأمهات. الهند وغواتيمالا وجنوب أفريقيا هي البلدان التي يمكنها توضيح هذه المرحلة.
وفي المرحلة الرابعة ( MMR <50 maternal deaths / 100,000 live) وفيات الأمهات تكون إما معتدلة أو منخفضة. فنجد أن هناك انخفاض في الخصوبة وأسباب غير مباشرة لوفيات الأمهات، وخاصة الأمراض غير المعدية لها الأهمية الكبرى. ومن أجل مزيد من التقدم في خفض وفيات الأمهات نجد أن القضية الرئيسية هي نوعية الرعاية والقضاء على التأخير في أنظمة الرعاية الصحية. و  الجانب الآخر  يظهر في هذه المرحلة هو الدور المتزايد في وجود الرعاية الطبية المكثفة باعتبارها عامل  يشكل تهديدا للجودة ويحسّن من النتائج الصحية. كما انضمت عدد من البلدان الآسيوية المختلفة ومعظم بلدان أمريكا اللاتينية إلى دول متقدمة في هذه المرحلة.
وفي المرحلة الخامسة تجنب جميع وفيات الأمهات النُفّس. نجد أن معدل وفيات الأمهات منخفض جدا وذو خصوبة منخفضة أو منخفضة جدا بالإضافة إلى الأمراض الغير معدية  هي أسباب رئيسة لوفاة الأمهات. وإلى حد كبير تعد هذه المرحلة مرحلة نظرية طموحة، ولكن لا تزال مستويات وفيات الأمهات فيها غير مؤكدة فقد تصل إلى  أقل من 5 من الوفيات لكل 100,000 ولادة حية. فالقضية الرئيسية في هذه المرحلة هي استمرارية التميز في جودة الرعاية.
والجدير بالذكر فالغرض الرئيسي من هذا هو توضيح المراحل المختلفة من العملية الديناميكية وتقديم حلول بعقلانية للتركيز على حلول مختلفة للحد من الوفيات وفقاً لمرحلة انتقالية الولادية. وتتراوح نسبة وفيات الأمهات لتحديد المراحل المقترحة من الانتقال الولادي، وغالبا ما تطبق في بعض البلدان، ولكن الحدود بين هذه المراحل هي غير دقيقة إلى حد ما ووحدة من هذه المراحل ستتلاشى في آخر. التقدم لا يكون دائما بشكل خطي، ويرجع ذلك إلى حد كبير إلى قضايا المساواة أو الأنصاف. وتلك المراحل المختلفة غالبا ما تتواجد في نفس البلد.